# Ні і так
«Ні і так» (рос. «Нет и да») — російська радянська лірична комедія 1966 року, режисера Аркадія Кольцатого.

## Сюжет
Не дочекавшись друга, маляр Льоня Панкін дарує його квиток Люсі Корабльовій, яка виграє у лотерейному розіграші наприкінці матчу піаніно. Друг Льоні, дізнавшись про це, намагається умовити його відібрати у Люсі піаніно, продати його і купити собі мотоцикл. Але не умовивши Льоню, він все одно робить по-своєму. Люся і Льоня сваряться, але незабаром розуміють, що кохають один одного.

## У ролях
- Людмила Гурченко — Люся Корабльова
- Всеволод Абдулов — Льонька
- Володимир Гуляєв
- Костянтин Сорокін — комендант Матвій Матвійович
- Євген Жариков — Латишев
- Ігор Ясулович
- Лариса Лужина — Аня
- Микола Крючков
- Людмила Карауш
- Георгій Георгіу — покупець
- Клавдія Хабарова — Настя
- Анатолій Грачов
- Іван Косих
- Людмила Давидова — Валя
- Олександр Белявський — Стронський
- Володимир Дружников — Воронцов
- Валентин Зубков — Лобов
- Тетяна Конюхова — Зінаїда Павлівна
- Кирило Столяров
- Станіслав Чекан — Елпідіфор
- Геннадій Ялович
- Віра Бурлакова — епізод
- Галина Комарова — епізод
- Василь Корнуков — епізод
- Олександр Лебедєв — епізод
- Микола Сморчков — епізод
- Яків Ленц — епізод
- Світлана Швайко — епізод